# Heinrich Sutermeister

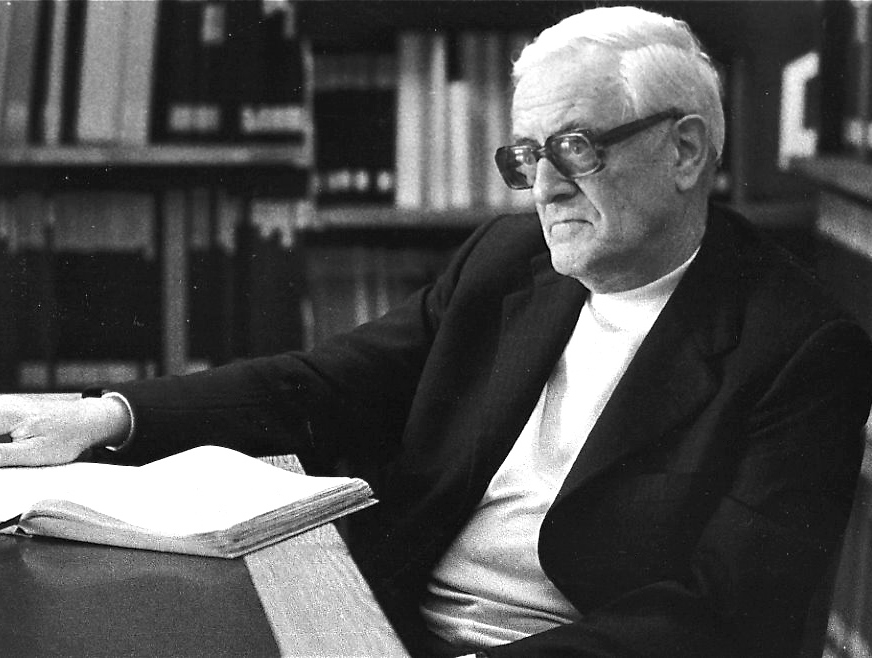
Heinrich Sutermeister 1982

Heinrich Sutermeister (* 12. August 1910 in Feuerthalen; † 16. März 1995 in Morges) war ein Schweizer Komponist, der vor allem durch seine Opern bekannt wurde.

## Leben

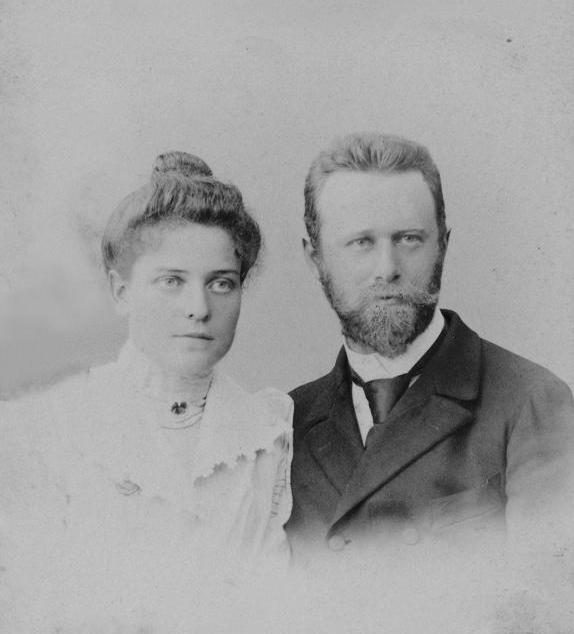
Sutermeisters Eltern Maria Hunziker und Friedrich Sutermeister

Heinrich Sutermeister stammte aus einem reformierten Pfarrhaus; sein Heimatort war Zofingen. Sein Vater Friedrich Sutermeister (1873–1934) war Sohn des Pädagogen und Märchensammlers Otto Sutermeister; seine Mutter hiess Marie Hunziker (1875–1947).
Sutermeister schrieb 1925 bis 1928 seine ersten Kompositionsversuche nieder. Nach dem Besuch des Humanistischen Gymnasiums in Basel studierte er zunächst Geschichte und Philologie bzw. Germanistik und Romanistik an der Universität Basel (und in Paris). 1929 und 1930 begegnete er dort Werken Claude Debussys und Arthur Honeggers. Diese Begegnung, sein Philosophiestudium an der Sorbonne sowie schliesslich ein Briefwechsel mit Walter Courvoisier in München bestimmten ihn, sich ganz der Musik zuzuwenden.
Von 1931 bis 1934 absolvierte Sutermeister die Staatliche Akademie der Tonkunst in München. Dort war er Schüler von Carl Orff, Hans Pfitzner, Walter Courvoisier (Harmonielehre und Kontrapunkt), Gustav Geierhaas, Li Stadelmann, Hugo Röhr (Dirigieren) und Fritz Büchtger (Absolutorium).

### Freischaffender Komponist
Nach seinem praktischen Lehrjahr 1934 bis 1935 als Solo-Korrepetitor am Stadttheater Bern lebte er ab 1935 als freischaffender Komponist. «Sutermeister fand früh zu einer eigenen musikalischen Sprache, und seine Vorliebe zur Literaturoper schlug sich in einem sensiblen Umgang mit den literarischen Vorlagen nieder.»
1936 wurde von Radio Bern erstmals seine Funkoper Die schwarze Spinne gesendet. Neben Rundfunk- und Fernsehopern folgten in den weiteren Jahren Werke für Orchester, Sologesang, Chor, dazu Kammer- und Konzertmusik sowie seine Opern.
Der Durchbruch gelang ihm mit seiner Shakespeare-Oper Romeo und Julia, die 1940 an der Dresdner Staatsoper (Semperoper) unter der Leitung von Karl Böhm uraufgeführt und bald danach in fünf Sprachen übersetzt wurde. 1942 folgte die Oper Die Zauberinsel, auch in der Semperoper unter der Leitung von Böhm uraufgeführt. Im Auftrag von Heinz Tietjen und unter dem Eindruck der Kriegsjahre wurde 1946 die Oper Niobe im Stadttheater Zürich und 1948 die Oper Raskolnikoff an der Königlichen Oper Stockholm uraufgeführt. Letzteres Werk «fand unter der szenischen und musikalischen Leitung Issay Dobrowens auch Eingang in die Mailänder Scala». Das Libretto zu Raskolnikoff schrieb sein Bruder Peter Sutermeister. 1951 wurde seine Oper Der rote Stiefel uraufgeführt. Sutermeisters bedeutendstes Chorwerk Missa da Requiem wurde 1952 von Herbert von Karajan in Rom aufgeführt. Es folgten weitere musikdramatische Werke, wie zum Beispiel die am Stadttheater Basel 1958 uraufgeführte Oper Titus Feuerfuchs, die auch an der Brüsseler Weltausstellung 1958 aufgeführt wurde. 1967 wurde am Opernhaus Zürich Madame Bovary mit Anneliese Rothenberger in der Titelrolle uraufgeführt.
Von 1958 bis 1980 war Sutermeister Präsident der Schweizerischen Urheberrechtsgesellschaft Mechanlizenz (ab 1980 SUISA). Von 1963 bis 1975 unterrichtete er freie Komposition an der Musikhochschule Hannover. 1985 wurde Sutermeisters letzte Oper König Bérenger I am Cuvilliés-Theater München unter der musikalischen Leitung von Wolfgang Sawallisch uraufgeführt.
Sutermeister komponierte zehn sehr erfolgreiche Opern, ein Ballett, zwei Divertimenti, drei Kammerserenaden, mehrere Instrumentalkonzerte, kammermusikalische Werke, Kantaten, Chöre und Lieder. «Sein kompositorisches Werk, in dem er seinem Vorbild Giuseppe Verdi und Anregungen durch Carl Orff und Werner Egk aus der Münchner Studienzeit folgt, zeigt einen untrüglichen dramatischen Instinkt, sein vokales Œuvre zudem einen ausgeprägten literarischen Geschmack.»
Seine Musikhandschriften befinden sich in der Zentralbibliothek Zürich. 2010 wurde er zum 100. Geburtstag, zusammen mit Rolf Liebermann, mit einer Briefmarke geehrt.

## Zitat
„Wie wir die Welt der Töne unserem Gegenwartsempfinden dienstlich machen wollen, das soll unser persönlichstes Anliegen bleiben. Aber auch hier gilt es, das Bildnis des Menschen musikalisch zu erwärmen und zu durchleuchten. Noch heute verfügen wir Komponisten über eine ungeheure Macht, die wir, zu getreuen Händen übernommen, beherrscht und weise auszuüben haben. Seien wir uns doch dieser Verantwortung bewusst und versuchen wir, die Verkrampfung in kurzsichtigen Machtpositionen und Gruppenbildungen, die das gegenwärtige Weltbid unheilvoll beherrschen, mit der Macht der Töne zu lockern und zu lösen.“

## Werke (Auswahl)
- Divertimento Nr. 1 für Streichorchester, 1936, rev. 1960
- Max und Moritz, Ballett nach Wilhelm Busch
- Die schwarze Spinne, Funkoper nach Jeremias Gotthelf, 1936, szenische Fassung 1949
- Romeo und Julia, Oper nach William Shakespeare, 1940
- Die Zauberinsel, Oper nach Shakespeare, 1942
- 1. Klavierkonzert, 1943
- Niobe, Monodram, 1946
- Capriccio für Klarinette solo, 1946
- Raskolnikoff, Oper nach Fjodor Michailowitsch Dostojewski, 1948
- Die Alpen, Fantasie über Schweizer Volkslieder, 1948
- Serenade Nr. 1, für 2 Klarinetten, Trompete und Fagott, 1949
- Die Füsse im Feuer, 1950
- Das Fingerhütchen, 1950
- Der rote Stiefel, Oper, 1951
- 2. Klavierkonzert, 1953
- Missa da Requiem, 1953, Uraufführung: RAI Mailand, Sopran: Elisabeth Schwarzkopf, Leitung: Herbert von Karajan
- 1. Cellokonzert, 1954–55
- Titus Feuerfuchs oder Die Liebe, Tücke und Perücke, burleske Oper, 1958
- Seraphine oder Die stumme Apothekerin, Opera buffa nach einem Text von Rabelais, 1959
- Divertimento Nr. 2 für Orchester, 1960
- Serenade Nr. 2, Bläsersextett für Flöte, Oboe, Klarinette, Fagott, Horn und Trompete in C (1961)
- 3. Klavierkonzert, 1961–62
- Das Gespenst von Canterville, Spiel mit Musik für das Fernsehen nach Oscar Wilde, 1962–63
- Poème funèbre – En mémoire de Paul Hindemith, für Streichorchester, 1965
- Omnia ad Unum, Kantate, 1965–66
- Madame Bovary, Oper nach Gustave Flaubert, 1967
- Sérénade pour Montreux, für Kammerorchester, 1970
- 2. Cellokonzert, 1971, komponiert für Esther Nyffenegger, die es unter Wolfgang Sawallisch 1975 in Genf und 1989 am Tag der Maueröffnung in der Konzerthalle am Gendarmenplatz in Ostberlin spielte[5]
- Te Deum, 1975
- Klarinettenkonzert, 1975–76
- Consolatio philosophiae, Scène dramatique, 1979
- König Bérenger I., Oper nach Der König stirbt von Eugène Ionesco, 1985
- Gloria für gemischten Chor, Sopran solo und Orchester, 1988

## Auszeichnungen
- 1965: Opernpreis der Stadt Salzburg
- 1967: Preis des Schweizerischen Tonkünstlervereins
- 1981: Binet-Fendt-Preis des Schweizer Bundesrats